# Phiditia
Phiditia é um gênero de mariposa pertencente à família Bombycidae.